# Cumberland (Kentucky)
Cumberland ist eine Stadt mit dem Status City des Harlan County im US-amerikanischen Bundesstaat Kentucky. Das U.S. Census Bureau ermittelte bei der Volkszählung 2020 eine Einwohnerzahl von 1947.

## Geographie
Cumberland liegt rund 190 Kilometer südöstlich von Lexington. Die Verbindungsstraße U.S. Highway 119 verläuft durch die südlichen Bezirke von Cumberland. Der Cumberland River fließt durch die Stadt. In einer Entfernung von 10 Kilometern beginnt der Bundesstaat Virginia im Osten.

## Geschichte
Erste Siedler ließen sich in einer relativ mageren (engl. poor) Gegend an der Gabelung (engl. fork) eines Flusses nieder und nannten den Ort Poor Fork. Wegen des Kohlereichtums der Umgebung begann der Ort zu wachsen. Einige Geschäftsleute beschlossen daraufhin, den nun wirtschaftlich aufstrebenden Ort mit einem signifikanteren Namen zu versehen und nannten ihn zu Ehren von
Wilhelm August, Herzog von Cumberland ab 1926 Cumberland. Auch die Namen des Cumberland River, der Cumberland Falls, der Cumberland Mountains und der Cumberland Gap gehen auf den Herzog von Cumberland zurück. Die Förderung von Kohle war bis zur Weltwirtschaftskrise der maßgebliche Wirtschaftszweig. Als deren Bedarf jedoch sank, ging auch die Einwohnerzahl wieder zurück. Im östlich der Stadt befindlichen Kentucky Coal Mining Museum sind Abschnitte zur Geschichte des Kohlebooms zu besichtigen.
Heute ist Cumberland insbesondere im Tourismus aktiv und bietet Touren in die Appalachen und zum nahen Black Mountain an. In der waldreichen Umgebung ist auch der Schwarzbär (engl. black bear) verbreitet und zahlreich, weshalb sich der Ort als Black bear Capital of Kentucky (Schwarzbärenhauptstadt von Kentucky) bezeichnet.

## Galerie

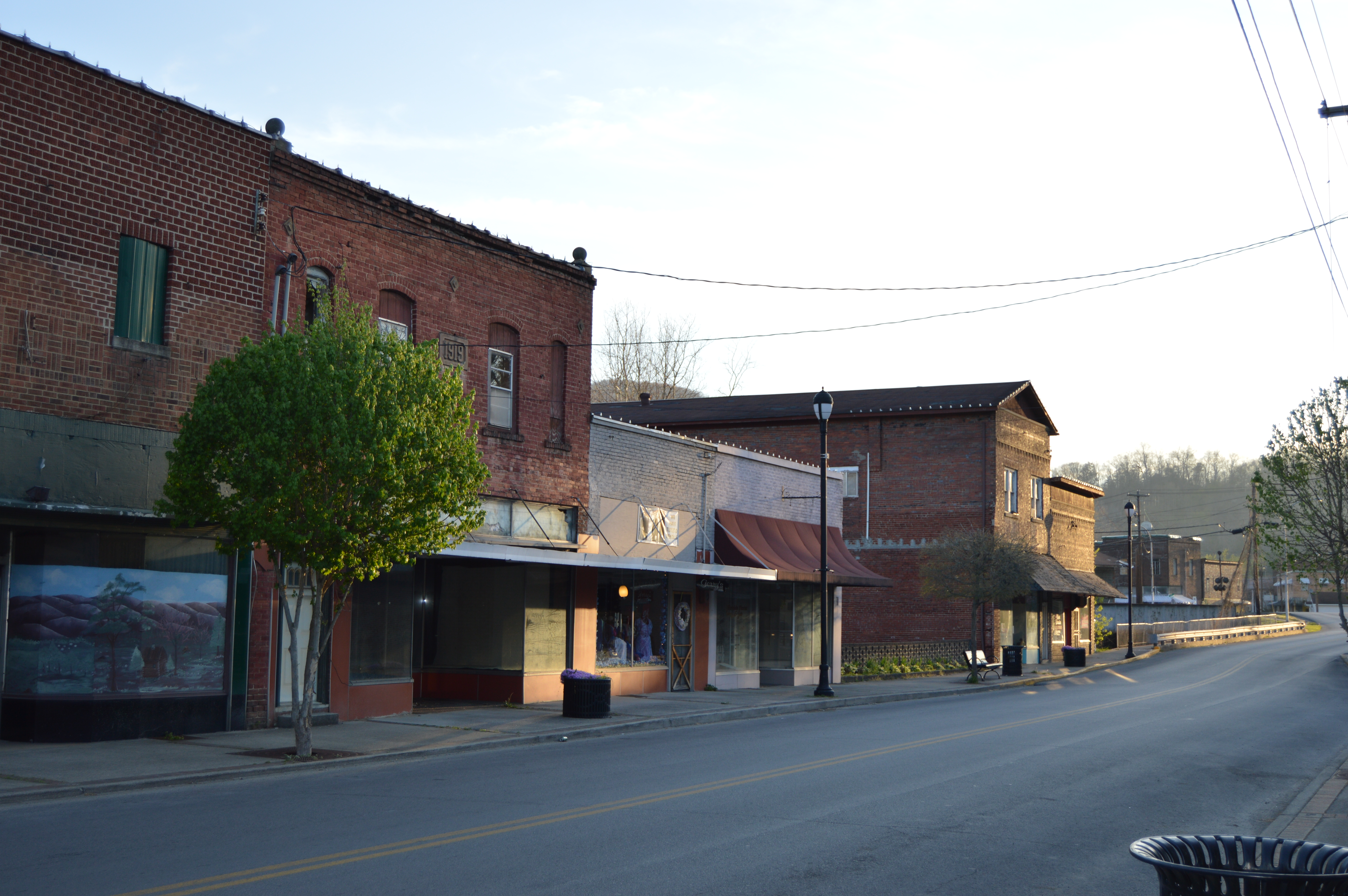
Hauptstraße, 2014
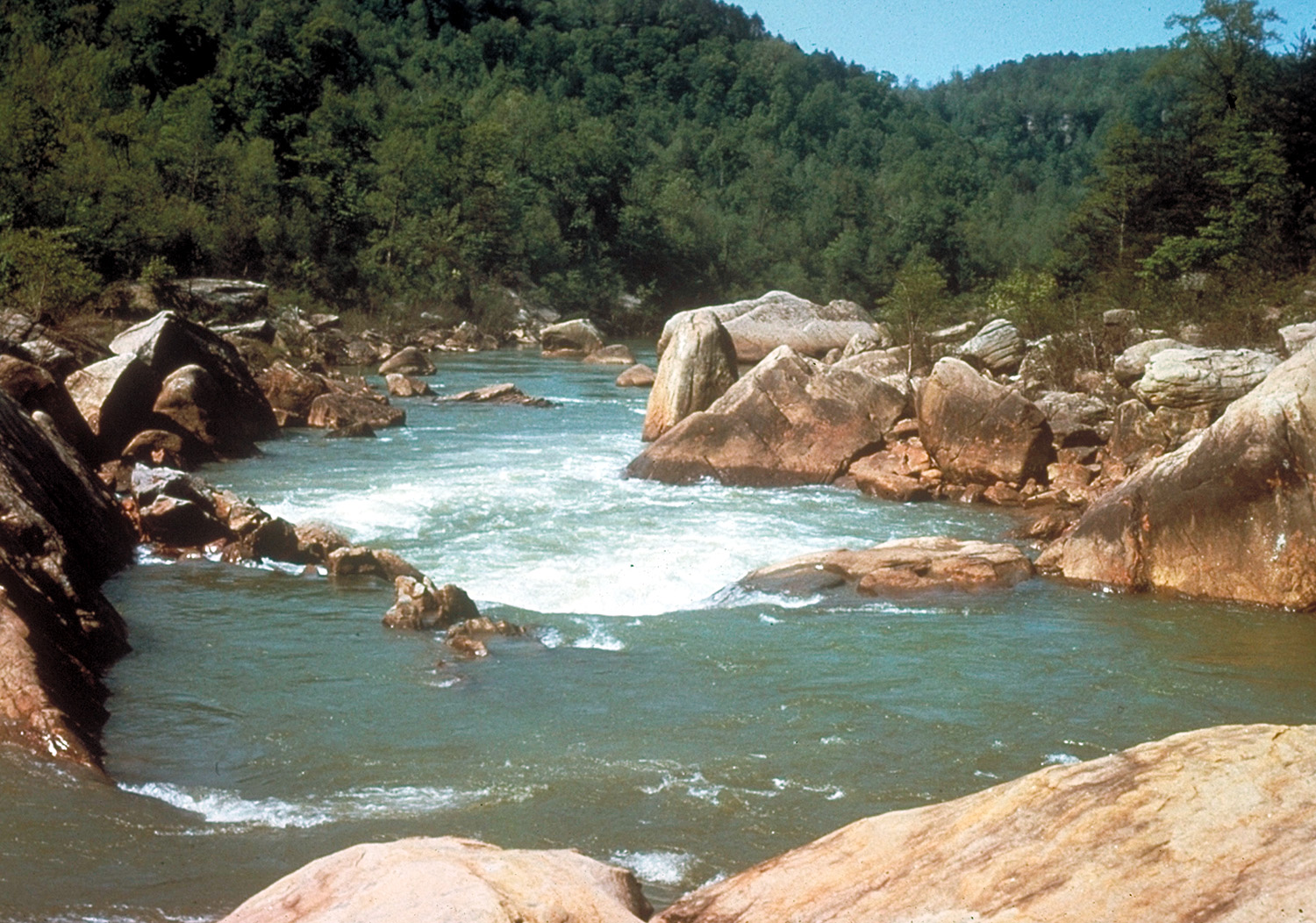
Cumberland River
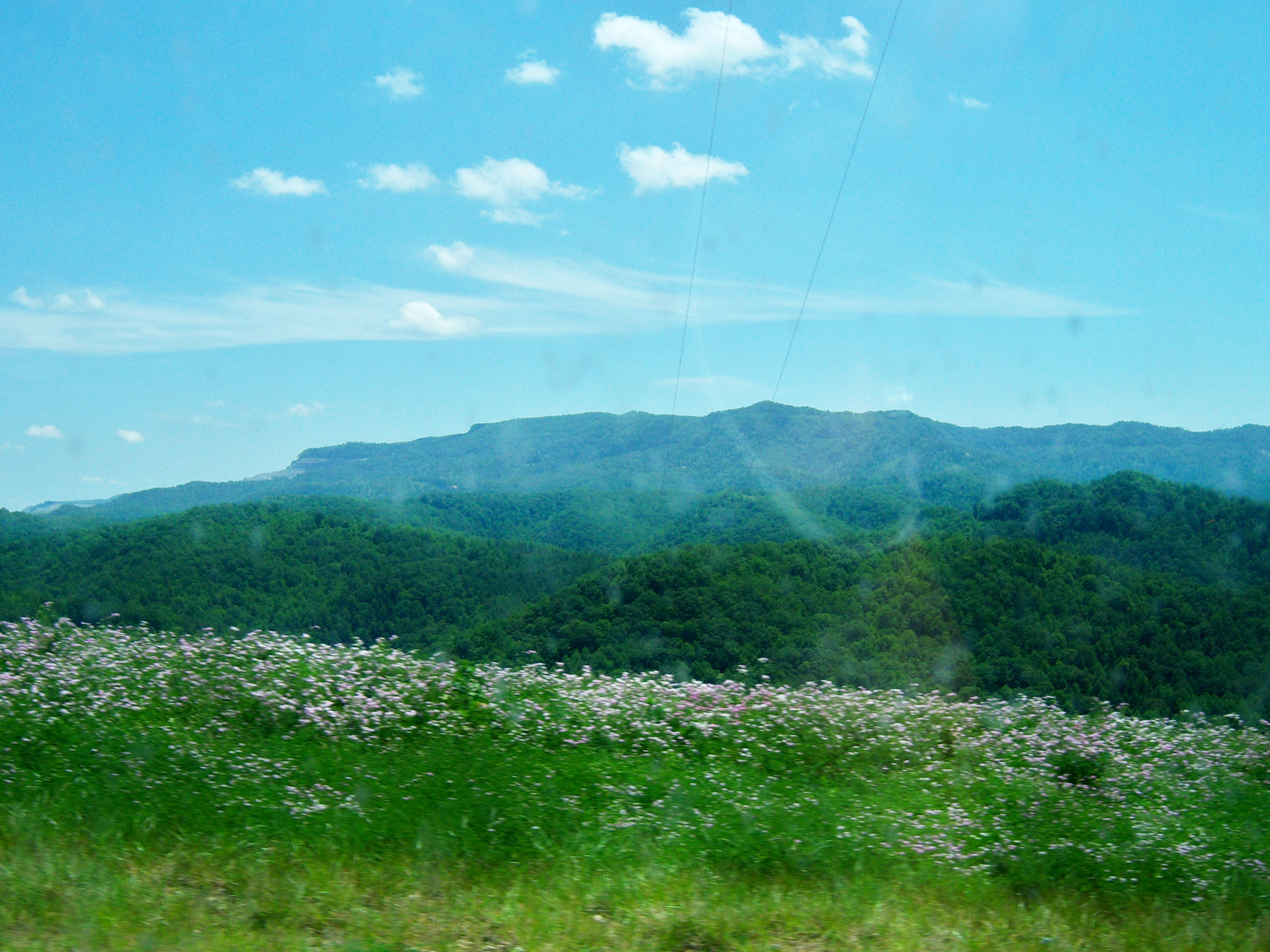
Black Mountain
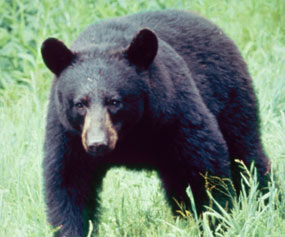
Schwarzbär

## Demografische Daten
Im Jahr 2012 wurde eine Einwohnerzahl von 2171 Personen ermittelt, was eine Abnahme um 16,9 % gegenüber 2000 bedeutet. Das Durchschnittsalter der Bewohner lag im Jahr 2012 mit 38,2 Jahren unter dem Durchschnittswert von Kentucky, der 40,1 Jahre betrug.